# Thurketel de Bedford
Thurketel de Bedford (inglés antiguo: Thurcytel jarl; también Turketul, Turchetel o Turketellus) fue un caudillo vikingo y jarl de Bedford, una de las principales plazas del Danelaw de Inglaterra en el siglo X, dependiente entonces del reino vikingo de Estanglia. En 915 frente al desenfrenado avance de las tropas de Eduardo el Viejo, se vio forzado a capitular y someter el territorio a la autoridad del reino de Wessex. A diferencia de su contemporáneo Thurferth de Northampton, Thurketel prefirió dos años más tarde el exilio y dirigirse a Normandía junto con su ejército y seguidores antes que aceptar la humillación de someterse incondicionalmente a los anglosajones, pues desconfiando del vikingo Eduardo decidió tomar el mando directo del burh de Bedford.
Coincidiendo con la expulsión de los vikingos de Bedford, también el abad del burh se llamaba Thurcytel, hermano de Oscytel abad de York, ambos muy probablemente daneses pero cristianos. No debe confundirse la figura del jarl con el abad, que permaneció en Inglaterra, pasó a pertenecer a la casa del obispo de Londres y también se le conoció como Thurketel de Londres.